# Орловка (Сєверський міський округ)
Орло́вка (рос. Орловка) — селище у складі Сєверського міського округу Томської області, Росія.

## Населення
Населення — 819 осіб (2010; 711 у 2002).
Національний склад (станом на 2002 рік):
- росіяни — 93 %